# UNESCO Collection of Representative Works
UNESCO Collection of Representative Works (sau UNESCO Catalogue of Representative Works) a fost un proiect UNESCO de traduceri care a fost activ  57 de ani, din 1948 până în 2005. Scopul proiectului a fost de a traduce opere literare semnificative ale literaturii mondiale într-o limbă internațională cunoscută ca engleza sau franceza.

## Statistici
Cele mai multe traduceri au fost în limbile:
- engleză: 455 de traduceri
- franceză: 450
- spaniolă: 71
- arabă: 38
- germană: 25

Limbile din care au fost traduse cele mai multe lucrări sunt:
- Tamil: 341
- japoneză: 152
- spaniolă: 105
- arabă: 62
- chineză: 61
- persană: 54
- sanscrită: 49 (limbă moartă, texte religioase și literatură hindi)
- portugheză: 44
- Bengali: 34
- franceză: 34
- coreeană: 31
- engleză: 29
- hindi: 27
- italiană: 24
- Pali: 23 (limbă dispărută, texte budiste)
- maghiară: 16
- turcă: 16
- greacă modernă: 14
- română: 14
- Urdu: 13

## Texte traduse din limba română
Paisprezece lucrări au fost traduse din limba română:
1. A Gamble with Death (Jocul cu moartea) - Zaharia Stancu
2. Anthology of Contemporary Romanian Poetry
3. Complete Poetical Works of Lucian Blaga, 1895-1961
4. Complete Poetical Works of Lucian Blaga, 1895-1961
5. Céramiques (Ceramică) - Marin Sorescu
6. Horloge à jaquemart (Orologii cu figuri) - Maria Banuș
7. Ion - Liviu Rebreanu
8. Journal de la félicité (Jurnalul fericirii) - Nicolae Steinhardt
9. L'exclu (Galeria cu viță sălbatică) - Constantin Țoiu
10. Le hachereau (Baltagul) - Mihail Sadoveanu
11. Nouvelles roumaines. Anthologie des prosateurs roumains
12. The Hatched (Baltagul) - Mihail Sadoveanu
13. The Last Romantic: Mihail Eminescu - Mihai Eminescu
14. The Uprising (Răscoala) - Liviu Rebreanu

## Legături externe
- UNESCO Collection of Representative Works.

Format:UNESCO